# Silvia Giusti
Silvia Ester Giusti (Arrecifes, 27 de mayo de 1950) es una docente y política argentina, miembro del Partido Justicialista, que se desempeñó como senadora nacional por la provincia del Chubut entre 2003 y 2009.

## Biografía
Nació en Arrecifes (provincia de Buenos Aires), y estudió profesorado de literatura y castellano en 1973. En 1975 se mudó a Trelew (Chubut) y se desempeñó como docente y en cargos de gestión educativa en escuelas de nivel medio y en la Universidad Nacional de la Patagonia San Juan Bosco, donde también obtuvo un título en análisis institucional.
En 1982 integró los equipos técnicos en educación de la Multipartidaria, en 1999 trabajó en la propuesta educativa en la campaña electoral peronista en Trelew, y ese mismo año fue elegida concejal en dicha ciudad, ocupando una banca hasta 2003. Ese último año coordinó los equipos técnicos de educación en la campaña de Mario Das Neves a la gobernación provincial.
Fue elegida senadora nacional por la provincia del Chubut en 2003, ocupando una banca hasta 2009, integrando el bloque PJ-Frente para la Victoria. Allí presidió el comité de Agricultura, Ganadería y Pesca, y fue vocal en las comisiones de Educación, Cultura, Ciencia y Tecnología; Sistemas, Medios de Comunicación y Libertad de Expresión; Turismo; entre otras. En 2006 presentó un proyecto de ley, en el cual buscaba que las producciones cinematográficas realizadas en Argentina tuvieran la aparición de la bandera nacional en algún pasaje de las películas como «símbolo de identidad nacional».
En 2009 votó a favor de la Ley de Servicios de Comunicación Audiovisual, aunque en contra del artículo 161, que establecía la adecuación de las licencias para las empresas de radio y televisión. En el último tramo de su periodo como senadora, se separó del bloque oficialista para conformar uno propio (llamado Trabajo y Dignidad), al igual que dos diputados nacionales que respondían al gobernador Das Neves.
Fue congresal nacional del Partido Justicialista entre 2003 y 2008.
Tras su paso por el Senado, Mario Das Neves la designó directora del banco provincial Banco del Chubut S.A., mediante una modificación al estatuto que permitió ampliar el número de integrantes del directorio. En 2012 fue designada directora de la Casa del Chubut en Buenos Aires por el gobernador Martín Buzzi.